# شينجي ناكانو
شينجي ناكانو (باليابانية: 中野信治 ) (و. 1971  م) هو سائق سيارة سباق ياباني، ولد في أوساكا، شارك في لو مان 24 ساعة.
.

## روابط خارجية
- شينجي ناكانو على موقع Racing-Reference.info (الإنجليزية)
- شينجي ناكانو على موقع DriverDB.com (الإنجليزية)